# Hitobia tenuicincta
Hitobia tenuicincta är en spindelart som först beskrevs av Simon 1909.  Hitobia tenuicincta ingår i släktet Hitobia och familjen plattbuksspindlar.
Artens utbredningsområde är Vietnam. Inga underarter finns listade i Catalogue of Life.